# Karl Thylmann

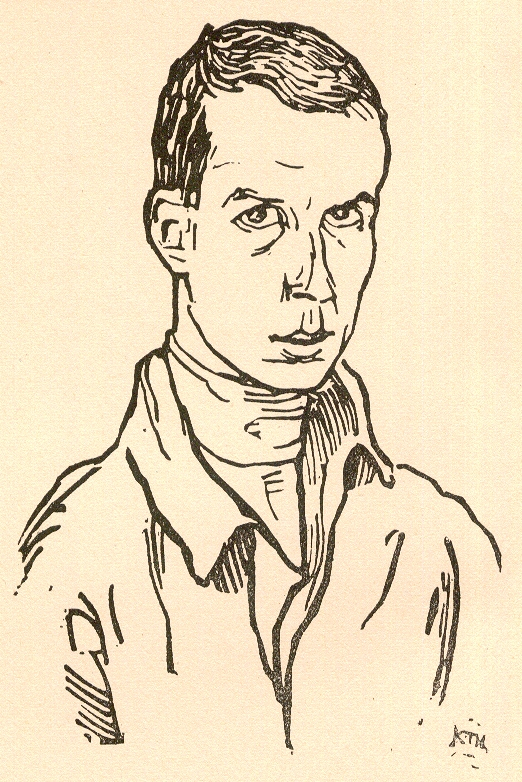
Karl Thylmann, Selbstporträt, Holzschnitt

Karl Thylmann (* 11. April 1888 in Darmstadt; † 29. August 1916 in Groß-Auheim) war ein deutscher Buchkünstler, Graphiker und Dichter.

## Leben

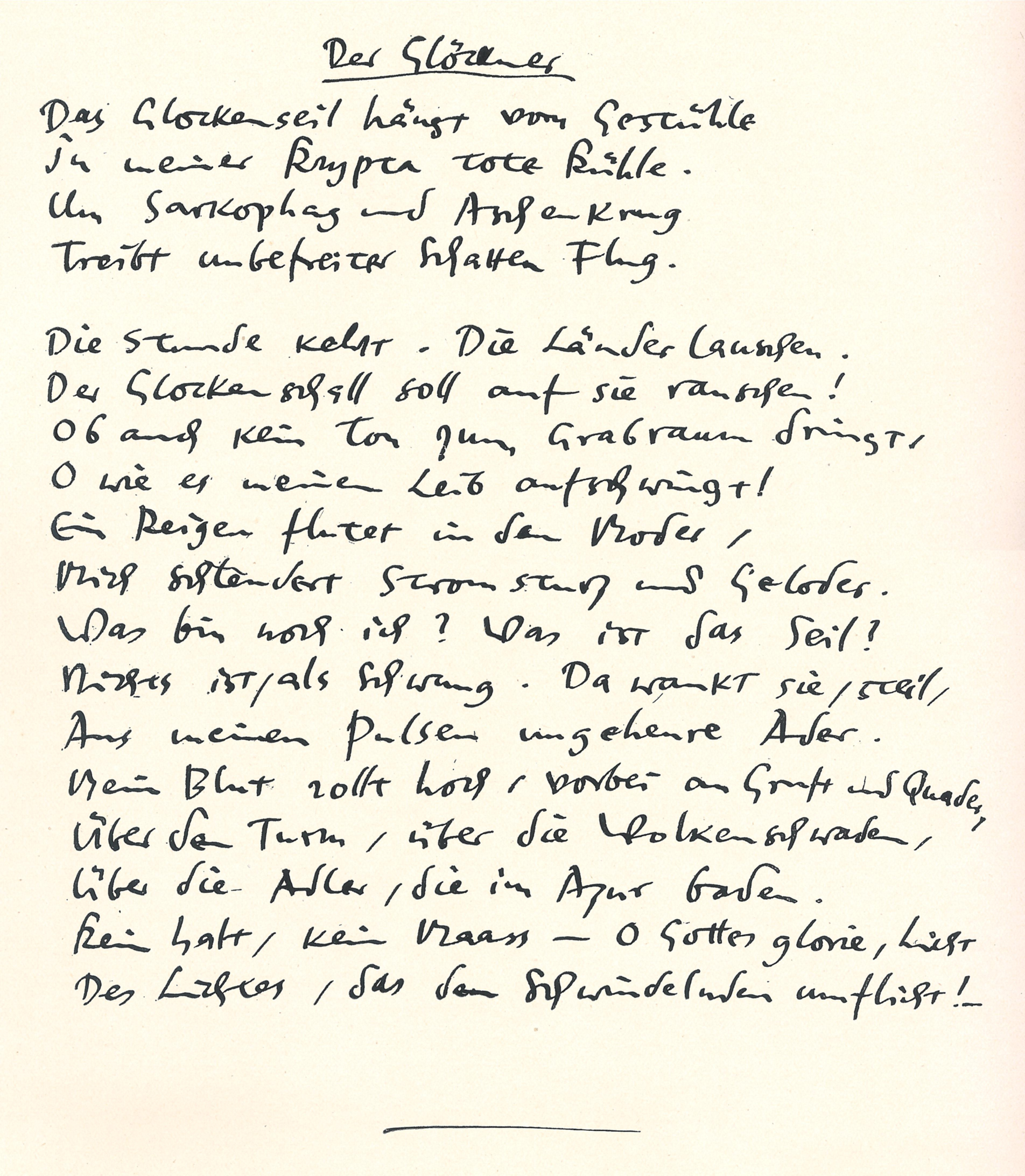
Faksimile der Handschrift Karl Thylmanns

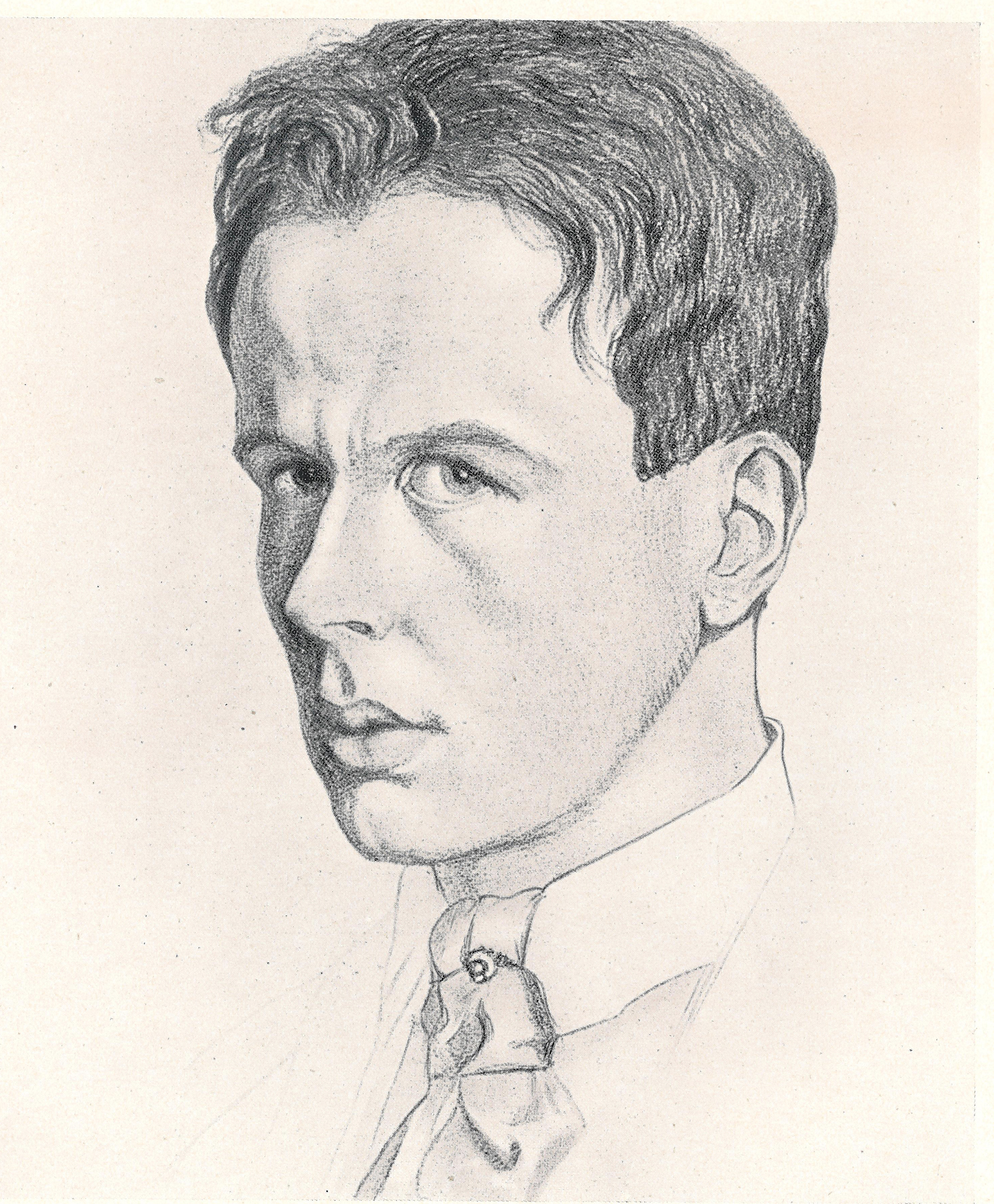
Selbstporträt, vor 1916

In Darmstadt besuchte der Sohn eines Oberlehrers das Ludwig-Georgs-Gymnasium, wo er die Bekanntschaft mit dem späteren Komponisten Wilhelm Petersen machte.  Während seines Architekturstudiums an der Technischen Universität München lernte er auch Stefan George, Karl Wolfskehl und Friedrich Gundolf kennen.
Er zeichnete mit Bleistift und Tusche, benutzte graphische Techniken wie Radierung und Lithographie und fand letztlich zum Holzschnitt. Bis zu seinem Tode schuf er etwa 70 Holzschnitte. Themen seiner Holzschnitte sind Liebe, Erde, Mensch und sein Schicksal sowie biblische Themen.
Einige seiner Arbeiten galten den Nazis später als „entartet“, und 1937 wurde in der Nazi-Aktion „Entartete Kunst“, vier davon aus öffentlichen Sammlungen, beschlagnahmt.
Seit 1913 wurden er und sein Schaffen durch die Anthroposophie Rudolf Steiners beeinflusst. 1914 heirateten er und die niederländische Schauspielerin Joanna Koops, genannt Jo. 1915 wurde er zum Militär einberufen und erlitt am 4. August 1916 an der Front vor Verdun eine Verwundung, die am 29. August im Lazarett Groß-Auheim zu seinem Tode führte.
Sein Grab befand sich bis vor wenigen Jahren auf dem Alten Friedhof in Darmstadt.

## Werke

### 1937 als „entartet“ nachweislich beschlagnahmte Werke
- Miserere (Holzschnitt, 25 × 16 cm; beschlagnahmt aus den Kunstsammlungen der Stadt Düsseldorf, nach 1945 sichergestellt und Stand Dezember 2020 zur Restitution im Kulturhistorischen Museum Rostock)
- Sturz in die Tiefe / Liebende (Holzschnitt, 27 × 12,5 cm, 1916; beschlagnahmt aus den Kunstsammlungen der Stadt Düsseldorf. 1940 zur „Verwertung“ auf dem Kunstmarkt an den Kunsthändler Bernhard A. Böhmer. Verbleib ungeklärt)
- Johannes der Täufer (Holzschnitt, 1916; beschlagnahmt aus den Kunstsammlungen der Stadt Düsseldorf. 1940 zur „Verwertung“ auf dem Kunstmarkt an Bernhard A. Böhmer. Verbleib ungeklärt)
- Wasserkobold (Zeichnung; beschlagnahmt aus dem Kaiser-Wilhelm-Museum Krefeld. Verbleib ungeklärt.)

### Weitere Werke (Auswahl)
- Gülistan. Ein Bilderdivan, Darmstadt 1912; Neuausgabe 1988, ISBN 3-922002-34-X.
- Die Furt. Gedichte und Holzschnitte, München 1917; Neuausgabe: Bärenreiter, Kassel 1950.
- Holzschnitte, Berlin 1917; Neuausgabe: Stuttgart 1971.
- Briefe an Joanna Thylmann, Darmstadt 1919.
- Gedichte, Stuttgart 1968.
- Holzschnitte zur Bibel, Stuttgart 1969.
- Italienische Radierungen, Stuttgart 1973.